# Infurcitinea obscuroides
Infurcitinea obscuroides är en fjärilsart som beskrevs av Reinhardt Gaedike 1983. Infurcitinea obscuroides ingår i släktet Infurcitinea och familjen äkta malar.
Artens utbredningsområde är Iran. Inga underarter finns listade i Catalogue of Life.